# Lupinus arvensis
Espèce
Lupinus arvensis est une espèce de plantes à fleurs de la famille des Fabaceae, qui est originaire de Colombie, d'Équateur et du Venezuela. C'est un sous-arbrisseau qui pousse dans un biome tropical montagnard.
Selon une autre source, Lupinus arvensis (appelé lupin des champs, entre autres noms communs) est une plante herbacée annuelle originaire d'Europe et d'Asie qui pousse sur les sols secs, rocailleux et sableux des forêts claires, des prairies et des zones perturbées. 

## Description
La tige de Lupinus arvensis est velue et couverte de feuilles bleu-vert. La fleur est bleue à violette ressemblant à celle d'un pois. La graine est une petite graine brune, aplatie et ovale. Les plantules sont petites et possèdent deux cotylédons.

## Dénomination
Cette plante est appelée communément en anglais, Field Lupine.

## Systématique
Le nom correct complet (avec auteur) de ce taxon est Lupinus arvensis Benth..

### Étymologie
Le nom de genre Lupinus vient du latin lupus « loup » . Son épithète spécifique du latin arvensis « champ labouré ».